# カルロス・ゴンサレス・ペーニャ
カルロス・ゴンサーレス・ペーニャ（Carlos González Peña, 1983年7月28日 - ）は、スペイン・サラマンカ出身の元サッカー選手、サッカー指導者。現役時代のポジションはディフェンダー（左サイドバック）。

## 経歴
FCバルセロナのカンテラ出身であるが、トップチームでは1試合も出場していない。2006年、セグンダ・ディビシオン（2部）のアルバセテ・バロンピエに移籍。2006-07シーズンは25試合に出場し、2007-08シーズンは41試合に出場して2得点するなど、3シーズンでリーグ戦100試合以上に出場した。
2009年6月、セグンダ・ディビシオンに降格したレクレアティーボ・ウェルバと4年契約を結んだ。移籍先でもレギュラーポジションを獲得したが、2010年夏に同じくセグンダ・ディビシオンに降格したばかりのレアル・バリャドリードに移籍した。2010-11シーズンは中盤戦で負けが込むなど不安定な戦いに終始し、リーグ戦で7位となって昇格プレーオフに出場したが、プレーオフ準決勝でエルチェCFに2試合合計2-3で敗れた。2011-12シーズンはデポルティーボ・ラ・コルーニャ、セルタ・デ・ビーゴに次ぐ3位となり、昇格プレーオフでコルドバCFとADアルコルコンを破ってプリメーラ・ディビシオン（1部）昇格を決めた。
2015年6月25日、レアル・オビエドと2年契約を交わした。
2016年12月23日、2018年6月までの契約でヘタフェCFに移籍した。
2018年7月29日、インディアン・スーパーリーグのFCゴアに加入した。
2020年4月、現役引退を発表した。
2002年にはU-19スペイン代表としてノルウェーで開催されたUEFA U-19欧州選手権に出場し、決勝でドイツを下して優勝した。2003年にはU-20スペイン代表としてアラブ首長国連邦で行われたFIFA U-20ワールドカップに出場し、決勝でブラジルに敗れたものの準優勝した。2004年にはU-21スペイン代表デビューしたが、スペインは同年に行われたUEFA U-21欧州選手権の予選プレーオフでスウェーデンに敗れ、本選には出場できなかった。

## タイトル
- U-19スペイン代表

UEFA U-19欧州選手権 優勝 : 2002
- U-20スペイン代表

FIFA U-20ワールドカップ 準優勝 : 2003